# トガニ 幼き瞳の告発
『トガニ 幼き瞳の告発』（トガニ おさなきひとみのこくはつ、原題：도가니）は、韓国の作家孔枝泳の小説。「トガニ」とは韓国語で坩堝を意味する。
光州のろうあ者福祉施設・光州インファ学校（ko:광주인화학교）で2000年から2005年にかけて行われた入所児童に対する性的虐待と、それを施設や地域ぐるみで隠蔽していたこととその顛末を題材にした本作は、2011年にコン・ユ主演で映画化された。映画によって事件が再検証され、障碍者女性や13歳未満の児童への性的虐待を厳罰化と公訴時効を廃止する法律、通称「トガニ法」が制定されるとともに、加害者に対する再捜査が行われた結果、当初不起訴とされた加害者らは逮捕・起訴され、そのうち1名については2013年に懲役8年・電子足輪装着10年、個人情報公開10年の刑が確定した。また、光州インファ学校は2012年に廃校となっている。
映画の日本公開に合わせて、蓮池薫による日本語訳が2012年に新潮社から刊行された。

## 主な登場人物
カン・イノ
妻に先立たれ、喘息を患う娘を母に託して恩師に紹介された聾学校に美術教師として赴任した教師。学校の異様な惨状を目の当たりにし、生徒やユジンと共に虐待の加害者たちと戦おうとする。
ソ・ユジン
地元の人権センターの幹事。勇ましい女性。イノの赴任初日に彼の車と事故を起こしたことでイノと懇意になり、共に学校の不正と戦うことに。
校長兄弟
霧で有名な郊外の田舎町・ムジン（霧津）の有力者。地元警察や法曹関係者を買収しており、虐待の事実をもみ消している。

## 映画
韓国では2011年に公開され、日本では原作小説の日本語訳と同じく『トガニ 幼き瞳の告発』のタイトルで2012年に公開された。2000年から2005年にかけて、韓国光州広域市の聾学校で生徒の少女らに対して校長や教員による性的暴行が日常化していたという実際に起きた事件を元に描いた作品である。
この映画では、暴行を行った教員らに対する判決があまりにも軽かったことや社会の関心の低さ、実刑を逃れた関係者がそのまま学校に復帰したことを描いている。この事件を書いた原作を読んだ俳優のコン・ユが自ら映画化して出演したいと申し出て活動した結果、映画化が決定。公開後は観客動員数が466万人を突破するなど大きな反響を呼び、韓国国内で関係者に対する非難の声や再捜査を求める声、同様の事件に対する厳罰を求める声が上がった。この聾学校は事件後も生徒を受け入れていたが、光州広域市教育庁は廃校を決定した。映画の影響を受けて、韓国政府は障碍者の女性への虐待に対する罰則の厳罰化や、障碍者や13歳未満への虐待に対する公訴時効の撤廃を定めた『トガニ法』を制定した。

### キャスト
※括弧内は日本語吹替版担当
- カン・イノ - コン・ユ（野島裕史）
- ソ・ユジン -  チョン・ユミ（高橋美佳子）
- キム・ヨンドゥ - キム・ヒョンス（吹替なし）
- チン・ユリ - チョン・インソ（吹替なし）
- チョン・ミンス - ペク・スンファン（吹替なし）
- 校長／行政室長 - チャン・グァン（石住昭彦）※一人二役、チョ・ウンギュが代役を演じている。
- パク・ポヒョン - キム・ミンサン（内田岳志）
- ヨンフン - イム・ヒョンソン（武田幸史）
- ユン・ジャエ - キム・ジュリョン（坂井恭子）
- チャン刑事 - オム・ヒョソプ（及川ナオキ）
- イノの母 - キム・ジヨン（一城みゆ希）
- ソル(イノの娘) - キム・ジヨン（原島梢）
- ファン・ウシク弁護士 - チョン・ググァン（森源次郎）
- 判事 - クォン・ホンソク（菊本平）
- 検事 - チェ・ジノ（各務立基）
- 校長の妻 - パク・ヘジン（原島梢）
- オ・ジョンシク(慈愛学院・守衛) - ホン・ソギョン（池田ヒトシ）
- パク(自動車整備所社長) - イ・サンヒ（西村太佑）
- チョン・ヨンス(ミンスの弟) - オム・ジソン（吹替なし）
- 手話通訳士 - チャン・ソヨン（志田有彩）
- 女性医師 - キム・テリ（原島梢）
- キム・ジョンウ教授 - ナム・ミョンニョル（西村太佑）
- キム課長(ムジン教育庁) - ナム・ミョンニョル（菊本平）
- チェ・スヘ奨学官(ムジン教育庁) - ホン・ソンギョン（志田有彩）
- YTNディレクター - ホ・ジェホ（佐藤亮太）
- ラジオDJ - キム・ギョンア（原島梢）